# Guillemet
De guillemet (of het ganzenvoetje) is een aanhalingsteken dat voornamelijk in Romaanse talen, zoals het Frans, maar ook in het Noors en in het Russisch, gebruikt wordt en dat in vorm verschilt van de enkele (‘...’) of dubbele (“...” of „...”) aanhalingstekens die in het Nederlands gebruikelijk zijn. Het wordt voorgesteld als twee in elkaar geschoven chevrons die op hun kant liggen. De guillemet komt altijd in paren voor: « aan het begin en » aan het einde van een citaat of mededeling in de directe rede.
Net als Nederlandse aanhalingstekens kunnen guillemets ook gebruikt worden om een woord of woordgroep een bepaalde gevoelswaarde mee te geven.

## Gebruik
Zoals dat ook met veel andere leestekens het geval is, wordt de guillemet in het Frans voorafgegaan en gevolgd door een spatie, zoals het volgende voorbeeld laat zien:
- Elle criait : « Attention ! »

In het Duits kunnen naast de gewone aanhalingstekens (in het Duits altijd dubbele: „...“) ook guillemets gebruikt worden. Anders echter dan in het Frans begint men hier met » en eindigt met «. Ook staan de guillemets direct tegen de tekst aan:
- Noch im Juni 1961 hat Walter Ulbricht behauptet: »Niemand hat die Absicht eine Mauer zu errichten.«

Ook in het Deens, Sloveens en Kroatisch worden guillemets op deze wijze gebruikt. In Duitstalige teksten uit Zwitserland en Liechtenstein staan de guillemets eveneens direct tegen de tekst aan, maar in de volgorde die in het Frans gebruikelijk is.
In het Nederlands worden deze leestekens in Kamerstukken altijd gebruikt als aanhalingstekens. Daarbuiten zijn ze zeldzaam en als ze al voorkomen dan vooral om citaten aan te geven.

## Etymologie
De naam guillemet zou afgeleid zijn van Guillaume Le Bé (1525-1598), de lettermaker die het teken introduceerde.

## Synoniem
Een Nederlands synoniem voor guillemet is ganzenvoetje, hoewel ganzenvoetje ook als synoniem voor de gewone (dubbele) aanhalingstekens voorkomt.